# 安東ダム
安東ダム（あんどんダム）は、韓国慶尚北道の安東市の東4kmにある洛東江のダム。給水や水位の調整、水力発電の目的で設置されている。1976年完成。